# 棒棒鸡

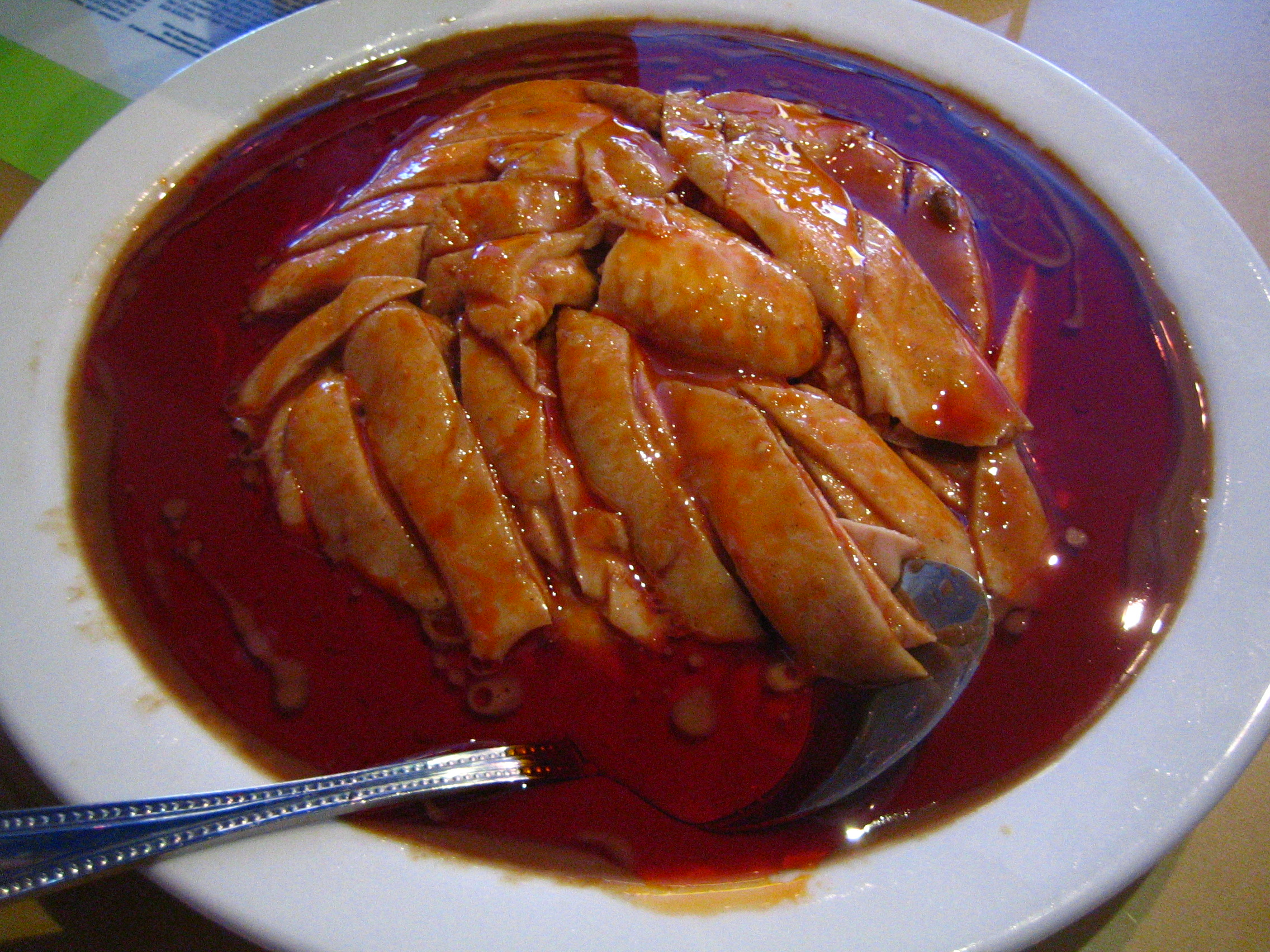
棒棒雞的照片

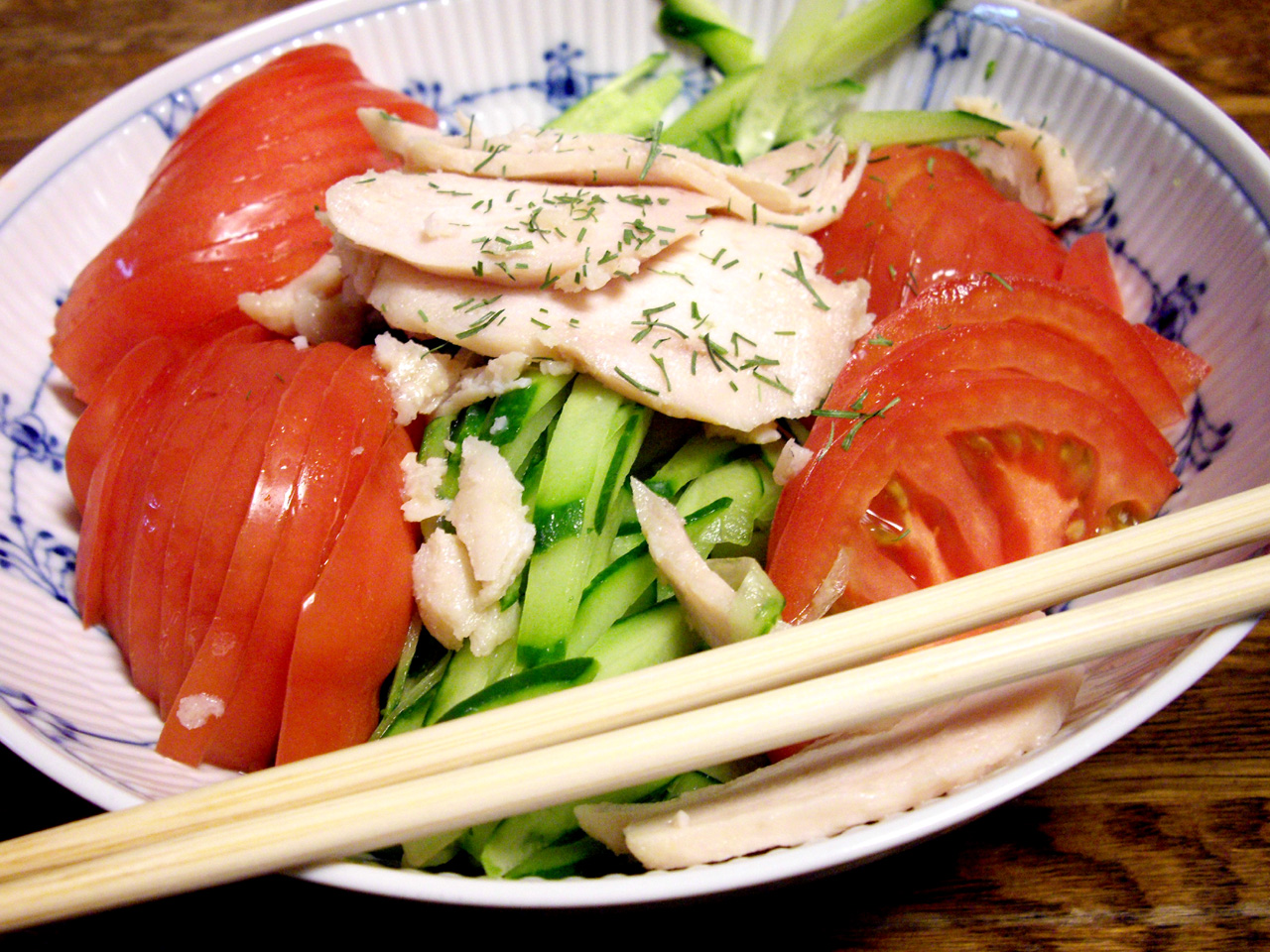
美国风格的棒棒鶏

棒棒鸡，又名“嘉定棒棒鸡”、“乐山棒棒鸡”。此菜起源于乐山汉阳坝（今为眉山市青神县汉阳镇），取用良种汉阳鸡，经煮熟后，用木棒将鸡肉捶松后食用。
棒棒雞是四川特色菜肴，属于川菜中的凉菜，不仅在中国，在美国和日本也廣受歡迎，并发展出众多變體，主要食材是鸡肉，雖然醬料是紅色的，但實際上的口味並不會太辣，其味型属于四川的經典“辣味”。

## 起源
此菜原始于乐山汉阳坝（今为眉山市青神县汉阳镇），取用良种汉阳鸡。